# NIIGATA LOTS
NIIGATA LOTS（にいがたロッツ）は、新潟県新潟市中央区のエフエムラジオ新潟（FM-NIIGATA）本社社屋内にあるライブ・イベントスペース。新潟LOTSという表記も使用される。

## 概要
同市八千代二丁目（現中央区）の万代シテイ第二駐車場ビル1階にあったFM-NIIGATA本社が2003年5月19日、現在地の幸西四丁目に移転した。本社社屋内に設けられたイベントスペースは「新潟LOTS」と命名され、翌6月にオープンした。
LOTSではFM-NIIGATA主催のイベントや公開録音はもとより、音楽や漫才などのライブが行われている。特に音楽においてはロックやポップをはじめ、ヴィジュアル系、ヒップホップなど幅広いジャンルのライブが行われている。
アリーナ（スタンディング席）のキャパシティは700人で、ステージとアリーナの距離が近いため「アーティストを身近に感じられるライブスペース」として好評価を得ている。

## 所在地
新潟県新潟市中央区幸西四丁目3番5号　エフエムラジオ新潟内

## 施設概要
- 収容人数：スタンディング700人

## 交通
- 新潟駅万代口バスターミナルから下記の新潟交通の路線バスに乗車
  - 8番線から上所線「S40 幸西・平成通経由 女池愛宕」「S41 幸西経由 ユニゾンプラザ前」行で「新潟LOTS」下車後徒歩約2分（昼間20分間隔で運行）
  - 4番線から八千代橋線「C60 八千代橋・西堀通経由 入船営業所」行、新大病院線「C80 八千代橋・川端町経由 新潟大学病院」行で「新潟万代病院前」下車後徒歩約4分（平日昼間10～20分間隔で運行）
- 新潟駅万代口から徒歩約15分
- 万代シテイバスセンターから徒歩約8分

FM-NIIGATAの敷地内には、LOTS来場者向けの専用駐車場が設けられていない。このため同社とイベント主催者は、自家用車の場合は万代シテイ内の駐車場を利用するよう案内している他、来場の際にはできるだけ公共交通を利用するよう呼びかけている。
過去に無断駐車による苦情が多発したため、ライブやイベントが開催される際は公共交通機関を使って来場する啓蒙CMに加え近隣の店舗（蔦屋書店南万代店や原信南万代店、ツルハドラッグストアやJRの社員団地など）の出入り口にFM-NIIGATAの一般社員がここはNIIGATA LOTSの駐車場ではないので駐車しないようにとの警告が書かれたプラカードやポップを持ち立っている。
なお、万代シテイからは徒歩10分弱。イベントによっては万代シテイ駐車場の割引券（最大2時間無料）の発行も行っているが、割引券発行の対象となるのは第二駐車場（徒歩約5分）の利用者のみであるため注意。